# Eloy Perillán y Buxó
Eloy Perillán y Buxó (Valladolid, 25 de junio de 1848-La Habana, 1 de marzo de 1889), periodista y dramaturgo español, que se estableció en Cuba.

## Biografía
Hijo de un médico militar, fue un viajero impenitente y sobre todo un aventurero. Era sobrino del fundador del hoy más que centenario El Norte de Castilla y de un notable compositor de música, antiguo amanuense del popular autor de dramas y novelas Enrique Pérez Escrich, y cultivó el periodismo y la literatura desde la adolescencia. De ideología anarquista, fundó los periódicos Los Descamisados, El Petróleo, El Pito, El Degüello, El Cangrejo y Los Desesperados, publicados todos entre marzo y septiembre de 1873. Las continuas denuncias provocaron el cierre de estas publicaciones, pese a las importantes tiradas que llegaron a alcanzar para la época.
El primero, Los Descamisados, salió con el subtítulo Órgano de las últimas capas sociales y en el primer número incluía frases como "¡Guerra a los ricos! ¡Guerra a los poderosos! ¡Guerra a la Sociedad! La anarquía es nuestra única fórmula. Todo para todos, desde el poder hasta las mujeres (...) ¡Temblad, burgueses: vuestra dominación toca a su fin! ¡Paso a los descamisados! ¡La bandera negra está enarbolada! ¡Guerra a la familia! ¡Guerra a la propiedad! ¡Guerra a Dios!".
Los sectores católicos, tradicionalistas y conservadores se pusieron tan nerviosos que tuvieron que las autoridades tuvieron que cerrar el periódico. El segundo, El Petróleo, aprendió la lección: "Empezamos a repartir El Petróleo en pequeña cantidad para que no se alarmen demasiado las clases privilegiadas. Todo es empezar". El tercero se subtituló Órgano de la canalla, e incluía artículos sobre el amor libre con párrafos como los siguientes: "Nosotros, la canalla intransigente y demagoga; nosotros, los incendiarios del lujo y asesions de los tiranos; nosotros, los perturbadores constantes del sosiego público; nosotros, los asquerosos descamisados...". El radicalismo de Perillán y Buxó fue tan intransigente que al cabo llegó a resultar contraproducente para la revolución.
Publicó también en El Noticiero de España, diario de las familias, pasando por la prestigiosa La Iberia hasta La Revolución; la literatura, dando a las tablas españolas (antes de embarcarse para América) cincuenta y tantas piezas, pasillos, juguetes, zarzuelas, traducciones y adaptaciones teatrales, comedias y dramas, en prosa y en verso, más siete libros, la mayoría de éstos políticos cual casi imponían las circunstancias de la Revolución de 1868, caída de Isabel II, accesión y abdicación de Amadeo I, y proclamación de la primera República española. 
Pariente de políticos afiliados al partido progresista y más radical aún él mismo, el tres de enero de 1874 en que el general Pavía disolvió a punta de bayoneta las Cortes republicanas, salía Eloy Perillán de Madrid para Lisboa, tomando el barco allí rumbo al Uruguay. Se casó con la escritora Eva Canel (Coaña, Asturias, 1857-La Habana, 1932). El 15 de febrero de 1874 llegó a Montevideo con una carta de recomendación de Emilio Castelar para el director de El Siglo; en este periódico empezó a escribir en verso y prosa y algún tiempo más tarde llegó desde España su esposa. A primeros de enero de 1875 pasa a Buenos Aires. El 5 de marzo editó otra vez El Petróleo, órgano de las últimas capas sociales y de las primeras blusas comunistas. En su primer número especifica: "El Petróleo es un periódico humorístico y nada más que aborrece de muerte a los traficantes políticos y que estima a los verdaderos patriotas". Humorístico, irónico, satírico es en todos sus números, en los cuales no deja títere con cabeza, desde el presidente de la República al último comisario de barrio de cualquier partido que sean. Un profundo escepticismo respecto de los políticos es su norma y el choteo contra ellos su estilo, tanto en los escritos en prosa o en verso como en sus caricaturas casi todas obras del dibujante Alfredo Michón. Llegó hasta los límites de lo difamatorio, por lo que al pie de unos versos en la «Rociada 19.a», del 8 y 9 de julio de 1875, aparecen las palabras "Continuará, si nos dejan. Hay moros en la costa)". Sea por temor a medidas legales, o ilegales, ese número 19 es el último. Luego marchó a Chile, a Bolivia y al Perú antes de volver a España e ir a morir a Cuba.

## Obra
- Colón, Cortés y Pizarro : comedia en un acto y en verso. Madrid : Vicente de Lalama, 1871.
- La sortija de pelo : comedia en un acto y en verso. Madrid : Vicente de Lalama, 1870.
- Un millón y dos estrellas : juguete cómico en un acto y en verso. Madrid: Vicente de Lalama, 1871.
- Y todo por un Simón : comedia en un acto y en verso. Madrid : Vicente de Lalama, 1870.
- Bengalas : colección de novelas cortas y cuentos ligeros. Barcelona : Luis Tasso Serra, Editor, 1887.
- Retratos de cuerpo entero : fotografías político-sociales. Madrid: Imprenta y Librería de Miguel Guijarro, 1871.
- Don Robustiano : disparate cómico en dos actos y en prosa. Madrid: Teatro de Variedades, 1872.
- De Miraflores y a prueba : diálogo escénico en un acto y en verso. Madrid: Florencio Fiscowich, editor, 1884.
- León Manso : comedia en dos actos y en verso. Madrid: Florencio Fiscowich, editor, 1885.
- Los matadores : programa político-taurino de un acto, dos cuadros y en verso original de Eloy P. Buxó y José Jackson Veyan; música de Angel Rubio Madrid : [s.n.], 1884
- Pecados veniales : colección de novelitas, cuentos, epigramas, cabos sueltos, poesías y artículos literarios, con un prólogo escrito por la baronesa de Wilson  Buenos Aires: Imprenta Rural, 1875.
- La caja de Pandora : revista crítica del Perú 1877 - 1878 : apropósito cómico-lírico en un acto y en verso núsica del maestro Ricardo Sánchez Allú. Lima: Imprenta de las noticias por Ezequiel G. Sierra, 1878.
- ¡Papá! : juguete cómico en un acto, original y en verso. Madrid: [s.n.], 1872.
- La huelga de los maridos : juguete en un acto y en prosa Madrid: Imprenta de Diego Valero, 1872.
- El sitio de París : drama en cuatro actos, en prosa y en verso original de Eloy Perillan y Pedro Marquina. Madrid : [s.n.], 1871.
- El maldito ó Un río de oro : melodrama fantástico, de espectáculo, en tres actos dividido en nueve cuadros, en verso y prosa. Barcelona : [s.n.], 1887.
- La huérfana : zarzuela en un acto, original y en verso;  música de Francisco García Vilamala. Madrid: [s.n.], 1873.
- Apolo y Apeles : pasillo cómico-lírico en un acto y prosa; música de Francisco García Vilamala. Madrid : [s.n.], 1873.
- Hatchis : revista político-social, en dos actos;  música de los maestros Rubio y Espino. Madrid: Establecimiento tipográfico del Universo, h. 1884.
- El melón del diputado : continuación de la guía de forasteros : caricatura escénica en un acto y en verso. Madrid: Administración Lírico-Dramática, 1881.
- ¿Qué será, qué no será ? : comedia en un acto y en prosa. Madrid: Administración del Teatro de Variedades, 1872.
- César el pirata ó Episodios del sitio de Chillán en 1813. Novela histórica original por Esteban Alejandro (pseudónimo de Perillán y Buxó). Santiago de Chile: Imprenta Agrícola, 1875.
- ¿Qué será, qué no será ? : comedia en un acto y en prosa. Madrid: Administración del Teatro de Variedades, 1872.
- Marcos Gamero o La Defensa de Talca : drama histórico-nacional en tres actos, cuatro cuadros i en verso. Santiago de Chile: Imprenta i Litografía de B. Moran, 1876.